# Bheri (zona)
Bheri (em nepali: भेरी अञ्चल; transl. Bheri Añcal) é uma zona do Nepal. Está inserida na região do Centro-Oeste, e recebe o nome do rio Bheri, que a atravessa. Tem uma população de 1 397 085 habitantes e uma área de 10 545 km². Sua capital é a cidade de Nepalgunj.

## Distritos
A zona de Bheri está dividida em cinco distritos:
- Banke
- Bardiya
- Dailekh
- Jajarkot
- Surkhet